# Bhimsen Thapa
Bhimsen Thapa ( (in nepalese: भीमसेन थापा; Pipal Thok, agosto 1775 – Bhim-Mukteshowr, 5 agosto 1839) è stato Mukhtiyar del Regno del Nepal dal 1806 al 1837.

## Biografia
Bhimsen è salito al potere inizialmente lavorando come segretario personale del re Rana Bahadur Shah. Bhimsen aveva accompagnato Rana Bahadur Shah a Varanasi dopo la sua abdicazione e il successivo esilio nel 1800. A Varanasi, Bhimsen aiutò Rana Bahadur a progettare il suo ritorno al potere nel 1804. Rana Bahadur rese omaggio a Bhimsen un "kaji" (equivalente a un ministro) del nuovo governo. L'assassinio di Rana Bahadur da parte del fratellastro nel 1806 portò Bhimsen a massacrare novantatré persone, dopo di che riuscì a rivendicare il titolo di "mukhtiyar" (equivalente al primo ministro).
Durante il primo ministership di Bhimsen, l'impero Gurkha aveva raggiunto la sua massima estensione dal Sutlej fiume a ovest fino al Teesta nell'est del fiume. Tuttavia, il Nepal entrò in una disastrosa Guerra anglo-nepalese con la Compagnia britannica delle Indie orientali che durò dal 1814 al 16, che si concluse con il Trattato di Sugauli, con il quale il Nepal perse quasi un- terzo della sua terra. Ha anche portato alla creazione di una residenza britannica permanente. La morte del Re Girvan Yuddha Bikram Shah nel 1816 prima della sua maturità, e l'età immatura del suo erede, Re Rajendra Bikram Shah, insieme al sostegno di Queen Tripurasundari (la regina junior di Rana Bahadur Shah) gli ha permesso di continuare a rimanere al potere anche dopo la sconfitta del Nepal nella Guerra anglo-nepalese.
La morte della regina Tripurasundari nel 1832, il suo più forte sostenitore e l'età adulta del re Rajendra, indebolirono la sua presa sul potere. Le cospirazioni e le lotte intestine con i cortigiani rivali (in particolare i Pandes, che nel 1804 detenevano Bhimsen Thapa responsabile della morte di Damodar Pande portarono infine alla sua incarcerazione e alla morte per suicidio nel 1839. Tuttavia, le lotte intestine del tribunale non si placarono con la sua morte, e l'instabilità politica alla fine aprì la strada per l'istituzione della dinastia dei Rana.